# Frantzia venosa
Frantzia venosa är en gurkväxtart som beskrevs av Luis Diego Gómez. Frantzia venosa ingår i släktet Frantzia och familjen gurkväxter. Inga underarter finns listade i Catalogue of Life.